# Тирово
Тирово (пол. Tyrowo, нім. Thyrau) — село в Польщі, у гміні Оструда Острудського повіту Вармінсько-Мазурського воєводства.
Населення — 901 особа (2011).

## Демографія
Демографічна структура станом на 31 березня 2011 року:
|          | Загалом | Допрацездатний вік | Працездатний вік | Постпрацездатний вік |
| -------- | ------- | ------------------ | ---------------- | -------------------- |
| Чоловіки | 476     | 105                | 342              | 29                   |
| Жінки    | 425     | 94                 | 269              | 62                   |
| Разом    | 901     | 199                | 611              | 91                   |